# Azotyn etylu
Azotyn etylu – organiczny związek chemiczny z grupy azotynów, ester kwasu azotawego i etanolu.

## Otrzymywanie
Azotyn etylu można otrzymać w wyniku reakcji etanolu, azotynu sodu i stężonego kwasu siarkowego:
Inną metodą syntezy jest reakcja azotynu srebra z jodoetanem.